# Fala Moretona

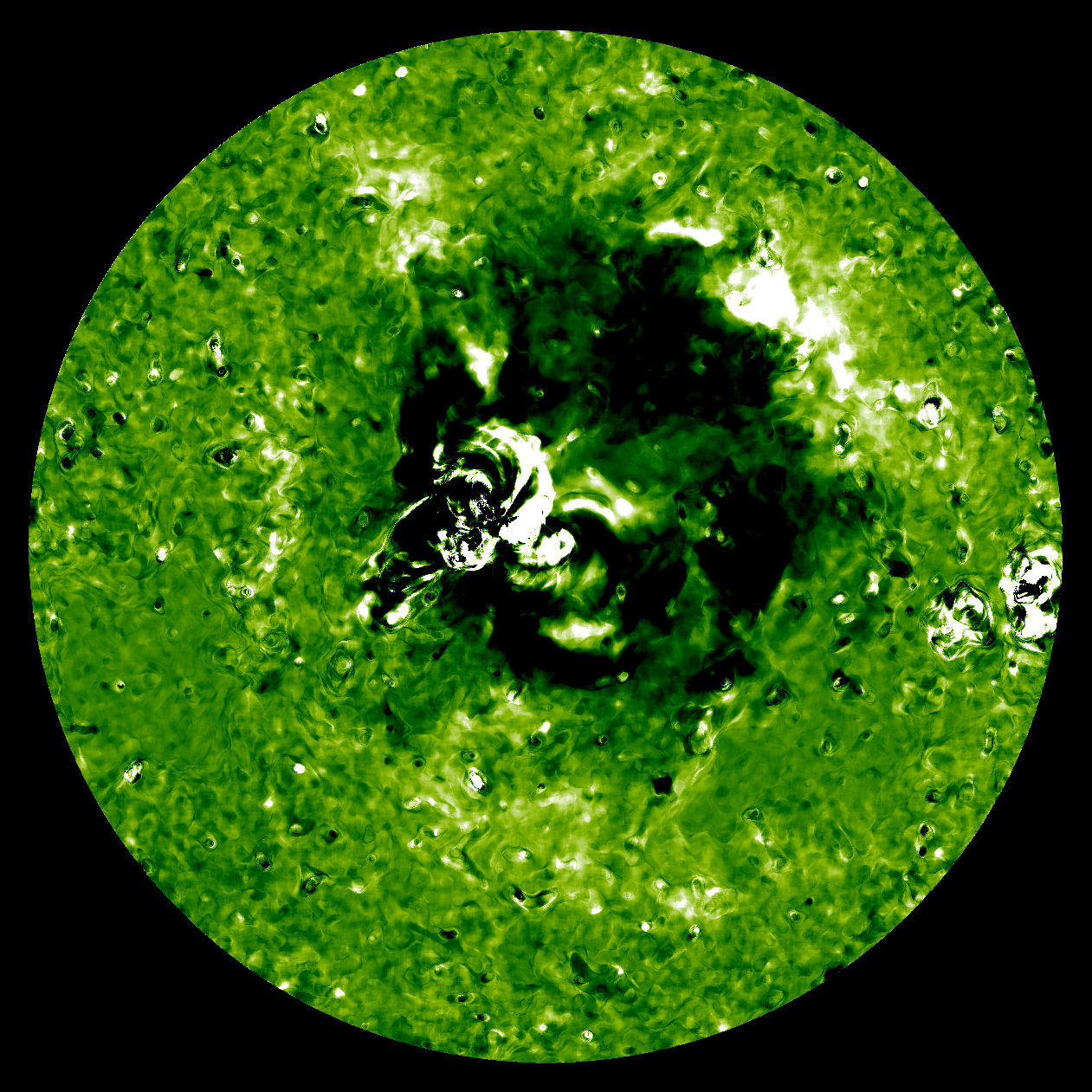
Fala Moretona rozchodząca się po powierzchni Słońca, po koronalnym wyrzucie masy w maju 2007

Fala Moretona – fala powstająca podczas intensywnych rozbłysków słonecznych. Propaguje się horyzontalnie w atmosferze Słońca z prędkością około 1000 km/s i jest dobrze widoczna na obrazach chromosfery jako łukowy front falowy w świetle emisyjnej linii Hα. Może spowodować rekoneksję magnetyczną odległej protuberancji i powstanie koronalnego wyrzutu masy z dala od obszaru plam lub oscylacje propagujące się wzdłuż włókna. Fala Moretona jest utożsamiana z tzw. szybkimi falami magnetohydrodynamicznymi – magnetodźwiękowymi.
Fali Moretona zawsze towarzyszy burza radiowa na falach metrowych, które emitowane są przez koronę słoneczną, ale ich przyczyną są ruchy plazmy właśnie w koronie, a nie na wysokości chromosfery.
Nazwa fali upamiętnia astronoma amerykańskiego Gaila Moretona.